# Val-de-Vesle
Val-de-Vesle és un municipi francès, situat al departament del Marne i a la regió del Gran Est. L'any 2007 tenia 765 habitants.

## Demografia

### Població
El 2007 la població de fet de Val-de-Vesle era de 765 persones. Hi havia 298 famílies, de les quals 64 eren unipersonals (20 homes vivint sols i 44 dones vivint soles), 87 parelles sense fills, 123 parelles amb fills i 24 famílies monoparentals amb fills.
La població ha evolucionat segons el següent gràfic:
Habitants censats

### Habitatges
El 2007 hi havia 314 habitatges, 298 eren l'habitatge principal de la família, 3 eren segones residències i 13 estaven desocupats. 297 eren cases i 17 eren apartaments. Dels 298 habitatges principals, 241 estaven ocupats pels seus propietaris, 47 estaven llogats i ocupats pels llogaters i 11 estaven cedits a títol gratuït; 1 tenia dues cambres, 24 en tenien tres, 66 en tenien quatre i 208 en tenien cinc o més. 248 habitatges disposaven pel capbaix d'una plaça de pàrquing. A 104 habitatges hi havia un automòbil i a 173 n'hi havia dos o més.

### Piràmide de població
La piràmide de població per edats i sexe el 2009 era:
| Homes | Edats   | Dones |
| ----- | ------- | ----- |
| 0     | 95 o +  | 0     |
| 0     | 90 a 94 | 4     |
| 4     | 85 a 89 | 4     |
| 4     | 80 a 84 | 4     |
| 0     | 75 a 79 | 12    |
| 4     | 70 a 74 | 4     |
| 16    | 65 a 69 | 8     |
| 8     | 60 a 64 | 16    |
| 24    | 55 a 59 | 28    |
| 20    | 50 a 54 | 16    |
| 44    | 45 a 49 | 20    |
| 32    | 40 a 44 | 40    |
| 36    | 35 a 39 | 52    |
| 28    | 30 a 34 | 12    |
| 12    | 25 a 29 | 20    |
| 20    | 20 a 24 | 12    |
| 32    | 15 a 19 | 16    |
| 44    | 10 a 14 | 40    |
| 28    | 5 a 9   | 40    |
| 24    | 0 a 4   | 32    |

## Economia
El 2007 la població en edat de treballar era de 527 persones, 398 eren actives i 129 eren inactives. De les 398 persones actives 379 estaven ocupades (195 homes i 184 dones) i 19 estaven aturades (9 homes i 10 dones). De les 129 persones inactives 39 estaven jubilades, 67 estaven estudiant i 23 estaven classificades com a «altres inactius».

### Ingressos
El 2009 a Val-de-Vesle hi havia 299 unitats fiscals que integraven 789 persones, la mediana anual d'ingressos fiscals per persona era de 22.792 €.

### Activitats econòmiques
Dels 27 establiments que hi havia el 2007, 1 era d'una empresa alimentària, 1 d'una empresa de fabricació de material elèctric, 3 d'empreses de construcció, 5 d'empreses de comerç i reparació d'automòbils, 1 d'una empresa de transport, 4 d'empreses d'hostatgeria i restauració, 1 d'una empresa financera, 1 d'una empresa immobiliària, 3 d'empreses de serveis, 4 d'entitats de l'administració pública i 3 d'empreses classificades com a «altres activitats de serveis».
Dels 4 establiments de servei als particulars que hi havia el 2009, 1 era una lampisteria i 3 restaurants.
L'únic establiment comercial que hi havia el 2009 era una floristeria.
L'any 2000 a Val-de-Vesle hi havia 17 explotacions agrícoles que ocupaven un total de 1.921 hectàrees.

## Equipaments sanitaris i escolars
El 2009 hi havia una escola elemental.

## Poblacions més properes
El següent diagrama mostra les poblacions més properes.